# Loc-Eguiner
Loc-Eguiner (en bretó Logeginer-Plouziri) és un municipi francès, situat a la regió de Bretanya, al departament de Finisterre. L'any 2006 tenia 325 habitants.

## Demografia
| 1962                                       | 1968 | 1975 | 1982 | 1990 | 1999 |
| ------------------------------------------ | ---- | ---- | ---- | ---- | ---- |
| 388                                        | 357  | 316  | 296  | 280  | 290  |
| Des de 1962: població sense dobles comptes |      |      |      |      |      |

## Administració
| Període | Identitat    | Partit |
| ------- | ------------ | ------ |
| 2001-   | Henri Billon |        |